# Урман (Нуримановский район)
Урман (баш. Урман) — деревня в Нуримановском районе Республики Башкортостан Российской Федерации. Входит в состав Байгильдинского сельсовета. 

## География

### Географическое положение
Расстояние до:
- районного центра (Красная Горка): 22 км,
- центра сельсовета (Байгильдино): 8 км,
- ближайшей ж/д станции (Иглино): 24 км.

## Население
| 2002 | 2009 | 2010 |
| ---- | ---- | ---- |
| 53   | ↗67  | ↘65  |

### Национальный состав
Согласно переписи 2002 года, преобладающая национальность — татары (75 %).